# Tienda de descuento

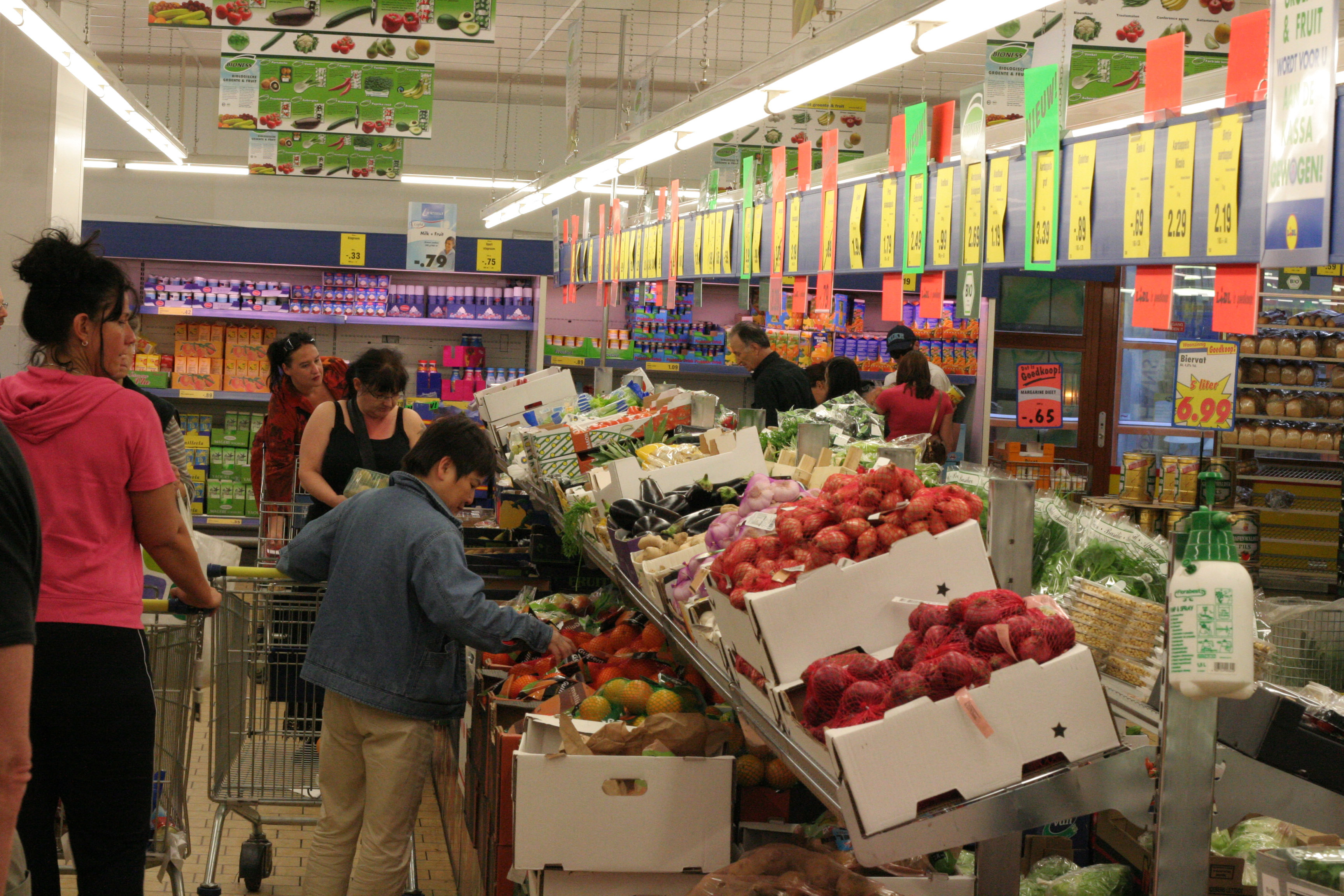
Frutería-verdulería en un establecimiento de descuento, en Utrech, Países Bajos.

En distribución, el canal descuento (o tiendas de descuento) es una fórmula comercial de productos de alimentación y droguería caracterizada por: un surtido limitado, la apuesta por la marca de distribuidor, una política constante de bajos precios y, sobre todo, un control sistemático de los costes.
En su versión más extrema y amplia, se conoce como descuento duro o super descuento (hard discount); los establecimientos más pequeños, con cuatro cajas como máximo, se clasifican como descuento blando (soft discount).

## Simplificación
Las tiendas de descuento ofrecen precios más bajos que otros establecimientos de características similares, como supermercados o hipermercados. Pretenden vender más artículos a esos precios y así ganar en rentabilidad.
La reducción del precio de un artículo concreto implica una merma en el margen bruto unitario. Para contrarrestar esta pérdida de margen, los establecimientos de descuento apuestan por la simplificación de la tienda para abaratar los costes.
Para conseguir costes más bajos, estas tiendas necesitan pertenecer a grandes cadenas o estar incorporadas a grandes centrales de compra. En las tiendas descuento se reducen al mínimo los costes relacionados con el almacenamiento y la manipulación de mercancía, exponiendo el producto directamente dentro de su embalaje. Algunas cadenas sitúan las cajas expositoras en los lineales, pero otras llegan a exponer el producto sobre las propias paletas de transporte.
Para reducir el coste de personal, emplean la fórmula de libre servicio con muy pocos empleados polivalentes que desempeñan diversas funciones. Las tiendas de descuento suelen reducir los gastos generales controlando al máximo los costes relacionados con la decoración, el mobiliario, la energía eléctrica, la publicidad en el interior de la tienda y otros.
Las tiendas de descuento se ubican tanto en el centro de las ciudades, como en la periferia de los centros urbanos, en este caso suelen contar con aparcamiento propio.

## Cadenas de descuento

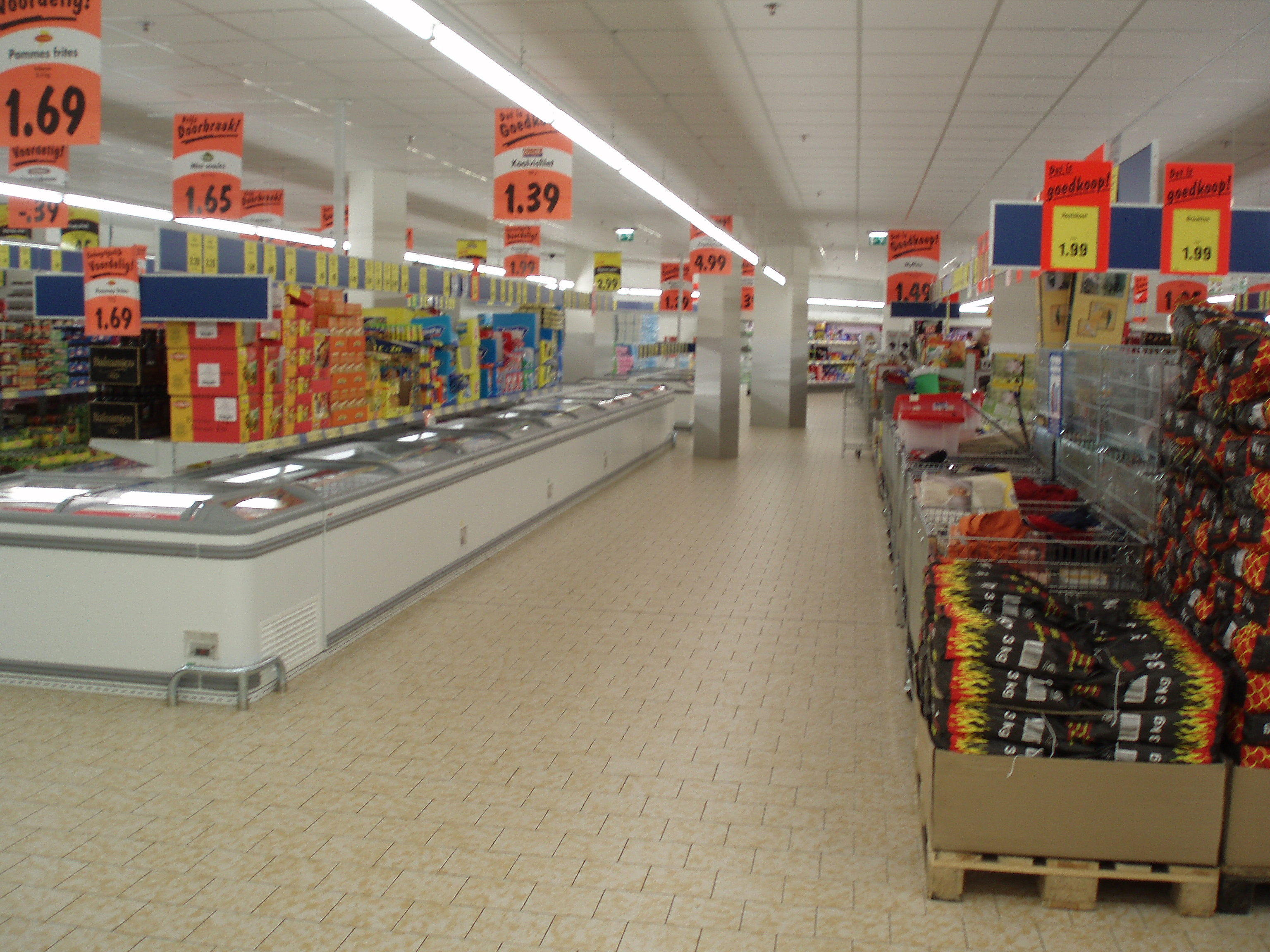
Interior de un establecimiento de Lidl

Algunas de las cadenas más conocidas son las siguientes:
- La española DIA (Distribuidora Internacional de Alimentación), que pertenecía hasta el año 2011 al grupo francés Carrefour.
- La alemana Lidl.
- El grupo francés Intermarché.
- Aldi, que pertenece al grupo alemán de igual nombre.
- El grupo portugués Jerónimo Martins.
- Plus Superdescuento, que pertenecía al grupo alemán Tengelmann y que tras su compra por la compañía fue fusionado con DIA.

Otras enseñas de menor importancia son:
- Acuenta, del grupo chileno-estadounidense Walmart Chile.
- Zero, del grupo español Miquel Alimentació.
- Netto, perteneciente al grupo francés Intermarché.
- Mass, perteneciente a la empresa peruana Supermercados Peruanos.
- Ekono, perteneciente al grupo chileno-estadounidense Walmart Chile.
- Super Vea, perteneciente al grupo Cencosud.
- Tiendas 3B, cadena Mexicana independiente.
- Tiendas Bara, pertenecientes al grupo FEMSA de México.
- Fresko, de Comercial Mexicana.
- Tiendas Neto, pertenecientes a Grupo Salinas.
- Tiendas D1, cadena colombiana.
- Justo y Bueno, cadena colombiana.
- Pleni, cadena venezolana.
- Ara, cadena colombiana, pertenece al grupo portugués Jerónimo Martins
- Surtimax, un formato colombiano del Grupo Éxito.